# Amsjön (Enslövs socken, Halland)
Amsjön är en sjö i Halmstads kommun i Halland och ingår i Nissans huvudavrinningsområde. Sjön är 6 meter djup, har en yta på 0,158 kvadratkilometer och är belägen 126,8 meter över havet. Sjön avvattnas av vattendraget Lusabäcken. Vid provfiske har abborre, braxen, gädda och mört fångats i sjön.

## Delavrinningsområde
Amsjön ingår i det delavrinningsområde (629900-133160) som SMHI kallar för Mynnar i Sännan. Medelhöjden är 126 meter över havet och ytan är 9,08 kvadratkilometer. Det finns inga avrinningsområden uppströms utan avrinningsområdet är högsta punkten. Lusabäcken som avvattnar avrinningsområdet har biflödesordning 3, vilket innebär att vattnet flödar genom totalt 3 vattendrag innan det når havet efter 24 kilometer. Avrinningsområdet består mestadels av skog (82 procent). Avrinningsområdet har 0,16 kvadratkilometer vattenytor vilket ger det en sjöprocent på 1,7 procent.